# Xung đột Trung-Xô 1929
Xung đột Trung-Xô năm 1929 (1929年 中東路事件) là một cuộc xung đột quân sự nhỏ giữa Liên Xô và quân phiệt Trương Học Lương của Trung Hoa Dân Quốc quanh tuyến đường sắt Mãn Châu Đông Trung Hoa.
Vào ngày 25 tháng 7 năm 1919, Trợ lý Chính ủy Ngoại giao của chính phủ Liên Xô, Lev Karakhan đã ban hành một bản tuyên ngôn với chính phủ Trung Quốc hứa sẽ trao trả lại đường sắt phía đông Trung Quốc cho Trung Quốc kiểm soát mà người Trung Quốc không phải bồi thường. Bản tuyên ngôn của Nga đề nghị từ bỏ các quyền khác nhau mà nước Nga Sa hoàng đã đạt được bằng những hiệp ước bất bình đẳng đối với Trung Quốc, bao gồm cả quyền lực ở nước ngoài, nhượng bộ kinh tế và phần bồi thường Nga được nhận do loạn Nghĩa Hòa Đoàn. Bản tuyên ngôn đã tạo ra một ấn tượng tốt đẹp về nước Nga và chủ nghĩa Marx ở Trung Quốc nhưng khi người Trung Quốc lấy lại tuyến đường sắt Đông Trung Quốc năm 1929, Liên Xô lập tức can thiệp quân sự, nhanh chóng chấm dứt cuộc khủng hoảng và buộc Trung Quốc chấp nhận phục hồi sự quản lý chung giữa Trung Quốc và Liên Xô đối với tuyến đường sắt.
Khi Nhật Bản xâm chiếm Mãn Châu vào năm 1931 và cũng chiếm vùng ảnh hưởng của Liên Xô, Liên Xô vẫn chưa đủ mạnh ở phương Đông để chống lại người Nhật. Stalin đã thông qua chính sách trung lập nghiêm ngặt và Liên Xô đã bán quyền của mình cho Đường sắt phía đông Trung Quốc cho chính phủ Mãn Châu Quốc vào ngày 23 tháng 3 năm 1935.

### Tạp chí Time đưa tin
- From Jul. 22, 1929 Time Magazine, C. E. R. Seized Lưu trữ ngày 21 tháng 7 năm 2013 tại Wayback Machine
- From Jul. 29, 1929 Time Magazine, Growling & Hissing Lưu trữ ngày 21 tháng 7 năm 2013 tại Wayback Machine
- From Aug. 5, 1929 Time Magazine, Imposing Peace Lưu trữ ngày 21 tháng 7 năm 2013 tại Wayback Machine
- From Aug. 26, 1929 Time Magazine, Growing Graver Lưu trữ ngày 21 tháng 7 năm 2013 tại Wayback Machine
- From Sep. 2, 1929 Time Magazine, Blucher v. Chiang Lưu trữ ngày 21 tháng 7 năm 2013 tại Wayback Machine
- From Sep. 9, 1929 Time Magazine, Peace Lưu trữ ngày 21 tháng 7 năm 2013 tại Wayback Machine
- From the Dec. 2, 1929 TIME magazine, Manchuria in the Vise Lưu trữ ngày 21 tháng 7 năm 2013 tại Wayback Machine
- From the Dec. 9, 1929 TIME magazine Not One Square Inch!" Lưu trữ ngày 21 tháng 7 năm 2013 tại Wayback Machine
- From the Dec. 16, 1929 TIME magazine, 400 Million Humiliations Lưu trữ ngày 21 tháng 7 năm 2013 tại Wayback Machine